# Jerichow

Jerichow este un oraș din landul Saxonia-Anhalt, Germania.

## Monumente
- Mănăstirea Jerichow